# Шато-ле-Мюид
Шато́-ле-Мюи́д (фр. Château les Muids) — частный замок XIX века, расположенный посреди старинного парка в коммуне Ла-Ферте-Сен-Обен, близ Орлеана. Включён в реестр исторических памятников Франции.
Строительство преимущественно кирпичного замка было завершено во 2-й половине XIX века. Имя архитектора неизвестно. Симметричный в плане, замок построен в стиле эклектики, сочетая в себе черты неоренессанса и средневековой архитектуры. Крыши главного здания и обрамляющих его башенок покрыты шифером.

## История
Первоначально на этом месте был господский дом, построенный около 1745 года. В XVIII веке владение Де-Муид принадлежало женскому аббатству Сен-Лу (Saint Loup), находившемуся близ Орлеана. После революции, как клерикальная собственность, оно было конфисковано государством и 30 марта 1791 года продано на торгах.
В 1828 году имение Де-Мюид общей площадью в 2000 гектар приобрёл английский офицер Томас Скоттов (Thomas Skottowe), проживавший в Орлеане. Начав строительные работы, он постепенно выстраивает существующий замок.
В 1869 году имение стало собственностью Луи-Жозефа Маэ (Louis Joseph Maës), основателя «Хрусталя Клиши» (Cristallerie de Clichy). Он засыпает ров, дополняет интерьеры замка деревянными панелями-буазери и высаживает в парке редкие виды деревьев и других растений. Будучи мэром Клиши, он имел возможность поддерживать отношения с Наполеоном III, последним императором Франции, и его супругой, императрицей Евгенией. Император и императрица посещали семейство Маэ в их замке Де-Мюид несколько раз, в том числе в сентябре 1869 года.
Поместье передавалось по наследству до 1983 года, когда было приобретено Клоди Буало. В 1984 году он открыл здесь отель-ресторан, которому впоследствии был присвоен статус «4 звезды».